# Genoa Cricket and Football Club 1950-1951
Questa voce raccoglie le informazioni riguardanti il Genoa Cricket and Football Club nelle competizioni ufficiali della stagione 1950-1951.

## Stagione
Il Genoa inizia la stagione pareggiando per 2-2 con la Sampdoria nella terza edizione del trofeo amichevole Coppa Cassano, in onore del defunto giocatore blucerchiato Luigi Cassano.
La stagione regolare vedrà il Genoa piazzarsi al ventesimo ed ultimo posto finale, incappando così nella retrocessione in cadetteria.

## Divise
La maglia per le partite casalinghe presentava i colori attuali.

## Organigramma societario
Area direttiva
- Presidente: Aldo Mairano

Area tecnica
- Allenatore: Manlio Bacigalupo

## Rosa
| N. |                   | Ruolo | Calciatore          |
| -- | ----------------- | ----- | ------------------- |
|    | Italia (bandiera) | P     | Pietro Bonetti      |
|    | Italia (bandiera) | P     | Enrico Gualazzi     |
|    | Italia (bandiera) | P     | Rinaldo Seri        |
|    | Italia (bandiera) | P     | Ideo Stefani        |
|    | Italia (bandiera) | D     | Fosco Becattini     |
|    | Italia (bandiera) | D     | Giulio Castelli     |
|    | Italia (bandiera) | D     | Amedeo Cattani      |
|    | Italia (bandiera) | D     | Giuseppe Formica    |
|    | Italia (bandiera) | D     | Pier Ugo Melandri   |
|    | Italia (bandiera) | D     | Vittorio Sardelli   |
|    | Italia (bandiera) | D     | Bruno Volponi       |
|    | Italia (bandiera) | C     | Nevio Bartolaccini  |
|    | Italia (bandiera) | C     | Giovanni Bellagamba |
|    | Italia (bandiera) | C     | Giovanni Colosio    |
|    | Italia (bandiera) | C     | Gino Corradini      |

| N. |                   | Ruolo | Calciatore          |
| -- | ----------------- | ----- | ------------------- |
|    | Italia (bandiera) | C     | Giovanni Invernizzi |
|    | Italia (bandiera) | C     | Pietro Magni        |
|    | Svezia (bandiera) | C     | Stellan Nilsson     |
|    | Italia (bandiera) | C     | Gian Battista Odone |
|    | Italia (bandiera) | C     | Giorgio Olivieri    |
|    | Italia (bandiera) | C     | Francesco Tortarolo |
|    | Italia (bandiera) | A     | Giuseppe Baldini    |
|    | Italia (bandiera) | A     | Vito Bernardis      |
|    | Italia (bandiera) | A     | Bruno Dante         |
|    | Italia (bandiera) | A     | Mario De Prati      |
|    | Italia (bandiera) | A     | Francesco Grazioli  |
|    | Svezia (bandiera) | A     | Bror Mellberg       |
|    | Italia (bandiera) | A     | Giuseppe Nuoto      |
|    | Svezia (bandiera) | A     | Börje Tapper        |
|    | Italia (bandiera) | A     | Franco Viviani      |

## Risultati

### Serie A

#### Girone di andata
| Arbitro: | Carpani (Milano) |

|                         |           |          |
| Baldini 60’ Colosio 68’ | Marcatori | 64’ Mike |

| Arbitro: | Valsecchi (Milano) |

|             |           |  |
| Rinaldi 77’ | Marcatori |  |

| Arbitro: | Massai (Pisa) |

|  |           |                          |
|  | Marcatori | 48’ Sørensen 86’ Cergoli |

| Arbitro: | Gamba (Napoli) |

|                             |           |                                 |
| Rabitti 11’, 49’ Meroni 69’ | Marcatori | 64’ Castelli 74’ (rig.) Nilsson |

| Arbitro: | Marchetti (Milano) |

|              |           |             |
| Mellberg 65’ | Marcatori | 81’ Galassi |

| Arbitro: | Valsecchi (Milano) |

|               |           |              |
| Bacchetti 77’ | Marcatori | 37’ Mellberg |

| Genova 22 ottobre 1950 7ª giornata | Genoa            | 0 – 0 | Palermo | Stadio Luigi Ferraris\| Arbitro: \| Silvano (Torino) \| |
| Arbitro:                           | Silvano (Torino) |       |         |                                                         |

| Arbitro: | Agnolin (Bassano del Grappa) |

|                                                         |           |  |
| Nordahl 31’ Annovazzi 60’ Liedholm 61’ Santagostino 62’ | Marcatori |  |

| Arbitro: | Savio (Torino) |

|                       |           |                        |
| Dante 21’ Nilsson 89’ | Marcatori | 3’ Bacci 27’ Andersson |

| Arbitro: | Bellè (Venezia) |

|                                                        |           |                       |
| Guarnieri 10’, 60’ Martini 40’ Toros 42’ Lakemberg 69’ | Marcatori | 1’, 3’ (rig.) Nilsson |

| Arbitro: | Camiolo (Milano) |

|                             |           |                    |
| Santos 8’ (rig.) Frizzi 65’ | Marcatori | 79’ (rig.) Nilsson |

| Arbitro: | Agnolin (Bassano del Grappa) |

|                             |           |  |
| Tapper 2’, 12’ Mellberg 44’ | Marcatori |  |

| Arbitro: | Carpani (Milano) |

|                                  |           |                    |
| Arrighini 26’ (rig.) Gratton 78’ | Marcatori | 60’ (rig.) Baldini |

| Arbitro: | Bellè (Venezia) |

|             |           |                                   |
| Nilsson 64’ | Marcatori | 52’ (rig.) Cappello 65’ Bernicchi |

| Arbitro: | Longagnani (Modena) |

|                                           |           |              |
| Cattani 10’ (aut.) Alzani 18’ Flamini 38’ | Marcatori | 52’ Mellberg |

| Arbitro: | Galeati (Bologna) |

|  |           |                                     |
|  | Marcatori | 10’, 67’ Hansen J. 74’ Hansen K. A. |

| Arbitro: | Cicardi (Lecco) |

|                                   |           |  |
| Curti 51’ Prunecchi 56’, 69’, 72’ | Marcatori |  |

| Arbitro: | Orlandini (Napoli) |

|                                       |           |                         |
| Nilsson 1’ Mellberg 5’ Invernizzi 47’ | Marcatori | 9’ Boscolo 64’ Petrozzi |

| Arbitro: | Bellè (Venezia) |

|                          |           |                       |
| Mellberg 51’ Nilsson 65’ | Marcatori | 15’ Armano 72’ Wilkes |

#### Girone di ritorno
| Lucca 21 gennaio 1951 20ª giornata | Lucchese          | 0 – 0 | Genoa | Stadio Porta Elisa\| Arbitro: \| Galeati (Bologna) \| |
| Arbitro:                           | Galeati (Bologna) |       |       |                                                       |

| Arbitro: | Liverani (Torino) |

|              |           |             |
| Mellberg 50’ | Marcatori | 16’ Forlani |

| Arbitro: | Longagnani (Modena) |

|                                      |           |              |
| Hansen S. J. 37’ Sørensen 73’ (rig.) | Marcatori | 54’ De Prati |

| Arbitro: | Pieri (Trieste) |

|                                         |           |                     |
| Baldini 16’ De Prati 75’ Invernizzi 82’ | Marcatori | 14’, 39’ Turconi II |

| Arbitro: | Marchetti (Milano) |

|             |           |  |
| Cervato 88’ | Marcatori |  |

| Arbitro: | Galeati (Bologna) |

|              |           |                           |
| De Prati 70’ | Marcatori | 35’ Remondini 88’ Krieziu |

| Arbitro: | Marchetti (Milano) |

|                                                      |           |             |
| Gimona 10’ Galli 22’ Melandri 39’ (aut.) Di Maso 78’ | Marcatori | 45’ Baldini |

| Arbitro: | Galeati (Bologna) |

|  |           |                                |
|  | Marcatori | 40’, 79’ Nordahl 72’ Annovazzi |

| Arbitro: | Galeati (Bologna) |

|  |           |             |
|  | Marcatori | 60’ Nilsson |

| Arbitro: | Bellè (Venezia) |

|             |           |  |
| Baldini 88’ | Marcatori |  |

| Arbitro: | Marchetti (Milano) |

|                |           |  |
| Invernizzi 59’ | Marcatori |  |

| Arbitro: | Pieri (Trieste) |

|           |           |  |
| Piola 53’ | Marcatori |  |

| Arbitro: | Bertolio (Torino) |

|                           |           |                                        |
| De Prati 45’ Mellberg 82’ | Marcatori | 6’ Bergamo 17’ Bassetto 88’ Sabbatella |

| Arbitro: | Agnolin (Bassano del Grappa) |

|                                     |           |                                              |
| Cappello 25’ Tacconi 55’ García 76’ | Marcatori | 67’ Mellberg 79’ Nilsson 90’ (aut.) Mezzadri |

| Arbitro: | Galeati (Bologna) |

|                               |           |  |
| Baldini 22’ Mellberg 23’, 59’ | Marcatori |  |

| Arbitro: | Pieri (Trieste) |

|                                                        |           |           |
| Praest 9’ Hansen K. A. 67’ Boniperti 83’ Hansen J. 89’ | Marcatori | 21’ Dante |

| Arbitro: | Carpani (Milano) |

|                             |           |             |
| Dante 17’ Mezzadri 38’, 78’ | Marcatori | 32’ Beraldo |

| Trieste 10 giugno 1951 37ª giornata | Triestina          | 0 – 0 | Genoa | Stadio Giuseppe Grezar\| Arbitro: \| Bernardi (Bologna) \| |
| Arbitro:                            | Bernardi (Bologna) |       |       |                                                            |

| Arbitro: | Liverani (Torino) |

|                                       |           |                   |
| Wilkes 9’, 67’ Skoglund 12’, 35’, 84’ | Marcatori | 31’, 59’ Mellberg |

## Statistiche

### Statistiche di squadra
| Competizione | Punti | In casa | In casa | In casa | In casa | In casa | In casa | In trasferta | In trasferta | In trasferta | In trasferta | In trasferta | In trasferta | Totale | Totale | Totale | Totale | Totale | Totale | DR  |
| Competizione | Punti | G       | V       | N       | P       | Gf      | Gs      | G            | V            | N            | P            | Gf           | Gs           | G      | V      | N      | P      | Gf     | Gs     | DR  |
| ------------ | ----- | ------- | ------- | ------- | ------- | ------- | ------- | ------------ | ------------ | ------------ | ------------ | ------------ | ------------ | ------ | ------ | ------ | ------ | ------ | ------ | --- |
| Serie A      | 27    | 19      | 8       | 5       | 6       | 29      | 27      | 19           | 1            | 4            | 14           | 17           | 45           | 38     | 9      | 9      | 20     | 46     | 72     | -26 |

### Statistiche dei giocatori
| Giocatore     | Serie A  | Serie A |
| Giocatore     | Presenze | Reti    |
| ------------- | -------- | ------- |
| G. Baldini    | 31       | 6       |
| F. Becattini  | 35       | 0       |
| P. Bonetti    | 16       | -27     |
| G. Castelli   | 38       | 1       |
| A. Cattani    | 36       | 0       |
| G. Colosio    | 15       | 1       |
| G. Corradini  | 8        | 0       |
| B. Dante      | 17       | 3       |
| M. De Prati   | 12       | 4       |
| G. Formica    | 18       | 0       |
| L. Fusari     | 1        | 0       |
| F. Grazioli   | 1        | 0       |
| E. Gualazzi   | 16       | -32     |
| G. Invernizzi | 19       | 3       |
| P. Magni      | 7        | 0       |
| P. Melandri   | 25       | 2       |
| B. Mellberg   | 36       | 13      |
| S. Nilsson    | 38       | 10      |
| G. Olivieri   | 1        | 0       |
| V. Sardelli   | 1        | 0       |
| R. Seri       | 6        | -13     |
| B. Tapper     | 7        | 2       |
| F. Tortarolo  | 20       | 0       |
| F. Viviani    | 1        | 0       |
| B. Volponi    | 13       | 0       |